# توم هنتر (رائد أعمال)
توم هنتر (بالإنجليزية: Tom Hunter)‏ هو رائد أعمال بريطاني، ولد في 6 مايو 1961 في نيوكمنوك ‏ في المملكة المتحدة.